# 독발녹단
독발녹단(禿髮傉檀, 365년 ~ 415년, 재위:402년 ~ 414년)은 중국 오호 십육국 시대 남량(南涼)의 제3대 군주이자 마지막 군주이다. 시호는 경왕(景王)이다.

## 생애
독발녹단은 선비족 독발부 출신으로 아버지는 독발사복건(禿髮思復鞬)이며 독발오고(禿髮烏孤), 독발리록고(禿髮利鹿孤)의 동생이다. 독발사복건은 독발녹단의 재능을 높이 사서 후계자로 삼고 싶어 하였고, 독발오고와 독발리록고는 이러한 아버지의 뜻을 따라 아들에게 왕위를 물려주지 않고 형제 상속을 하여 독발녹단에게 왕위가 돌아가게 하였다. 독발오고 치세에는 거기대장군·광무공(車騎大將軍·廣武公)에 임명되었고, 독발리록고 때에는 도독중외제군사·양주목·녹상서사(都督中外諸軍事·涼州牧·録尚書事)를 역임하였으며 군사와 나라의 모든 대사를 통괄하였다.
402년에 독발리록고가 병으로 죽자 독발녹단이 왕위에 올라 양왕(凉王)을 자칭하고 낙도(樂都 : 칭하이성 러두 현)로 천도하였다. 독발녹단은 독발리록고의 정책을 이어받아 후량(後凉)을 지속적으로 공격하였는데, 403년에 후량이 후진(後秦)에 나라를 넘기게 되자 독발녹단도 후진에 명목상으로 복속하였다. 후진의 요흥은 독발녹단을 광무공(廣武公)에 봉하였고 독발녹단은 402년에 연호를 폐하였다.
독발녹단은 북량과 지속적으로 대립하였는데, 406년에는 북량을 공격하여 약탈한 말과 양을 후진에 바쳤다. 요흥은 이러한 독발녹단의 공물을 치하하고 그를 고장(姑臧)에 진수하도록 하였다. 독발녹단은 고장을 강제로 점령하여 후진의 양주 경영을 종식시켰으며, 뒤이어 고장으로 수도를 옮겼다. 408년에는 양왕(凉王)을 자칭하고 연호를 다시 사용하기 시작하였다.
407년에 하(夏)의 혁련발발이 독발녹단과 혼인 동맹을 청하였는데, 독발녹단은 이를 거절하였다. 이에 혁련발발은 남량을 공격하여 동쪽 변경을 약탈하였고, 독발녹단은 무리해서 반격에 나섰다가 대패하였다. 이 패배로 인해 고장 인근의 민심이 동요하였으며 반란이 잇따랐다. 408년에는 남량이 혼란스러운 틈을 타 후진군이 쳐들어왔으며, 독발녹단은 큰 피해를 입고 간신히 격퇴하였다.
한편 독발녹단은 북량에 대한 공격을 계속하였다. 그러나 독발녹단의 북량 정벌은 항상 실패하였으며, 매번 반격을 받아 수도 고장을 위협당하였다. 410년에도 북량에 크게 패배하여 고장을 포위당했고 독발녹단은 아들을 인질로 보내 포위를 풀었다. 이때 독발부의 본거지였던 영남(嶺南)에서 절굴기진(折掘奇鎮)이 반란을 일으켰고 본거지를 상실할 위기에 독발녹단은 수도를 낙도로 다시 옮겼다. 고장은 반란이 일어났고 411년에 북량이 고장을 점령하였다. 이후에도 독발녹단은 계속해서 북량을 공격하였다. 그러나 이 공격 역시 계속해서 실패하였으며, 항상 반격을 받아 낙도를 포위당했다. 독발녹단은 매번 아들을 인질로 보내 포위를 풀었으나 곧이어 다시 북량을 공격하였다가 포위당하기를 반복하였다. 또한 서진(西秦)과도 대립하여 여러 차례 침략을 받았다.
414년, 칭하이 호 서쪽의 을불부(乙弗部) 등이 반란을 일으켰다. 독발녹단은 이를 진압하기 위해 출병하였는데, 수도가 비어있는 틈을 타서 서진이 쳐들어와 나라를 모두 잃었다. 독발녹단은 을불부를 근거로 하여 재기하려 하였으나 동요한 군대가 와해되어 결국 실패하고 서진에 항복하였다. 415년에 걸복치반에 의해 독살되었다. 걸복치반은 독발녹단에게 경왕(景王)이라 시호를 내렸다.
대부분의 사료에는 독발녹단으로 기록되어 있으나 《위서(魏書)》에는 독발귀단(禿拔劌檀)으로 나타나고 있다.

## 참고 문헌
- 《자치통감(資治通鑑)》
- 《진서(晉書)》

| 전임 독발리록고(禿髮利鹿孤) | 제3대 왕 402년 ~ 414년 | 후임 - |